# 古拉雅洛米察鄉
44°42′N 27°46′E / 44.700°N 27.767°E
古拉雅洛米察鄉（羅馬尼亞語：Comuna Gura Ialomiței, Ialomița），是羅馬尼亞的鄉份，位於該國南部，由雅洛米察縣負責管轄，面積44平方公里，海拔高度10米，2007年人口2,875，人口密度每平方公里66人。